# HD DVD

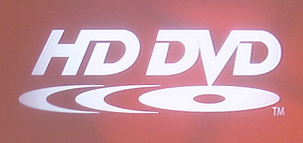
Logo HD DVD

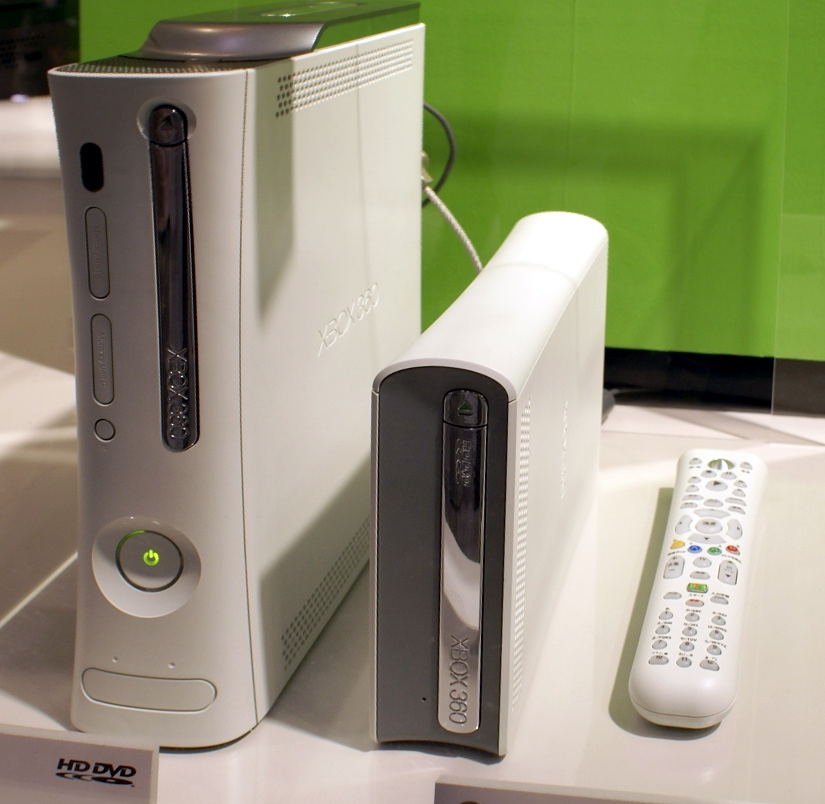
Xbox 360 s přídavnou HD DVD mechanikou

HD DVD (nebo také HD-DVD, ze zkratky anglického názvu High Definition/Density Digital Versatile/Video Disc) je třetí generace optických disků spolu s Blu-ray (po CD a DVD). Tyto disky vyvíjely společnosti Toshiba, NEC a Sanyo. Disky jsou chráněny proti kopírování, nicméně se na začátku roku 2007 podařilo ochranu prolomit. Na počátku roku 2008 společnost Toshiba vyhlásila ukončení dalšího vývoje i výroby tohoto systému.
Na tyto disky lze zaznamenat 15 až 60 GB dat. U lisovaných HD DVD je pak možné uložit na jeden SL/SS (jednovrstvý, jednostranný) disk nejvíce 15 GB dat, HD-DVD média ale mohou mít až tři vrstvy a tak se kapacita jednostranného média může vyšplhat až na 45 GB. Když bude vzata v úvahu možnost použití oboustranného disku, kapacita se dostává přes 60 GB.
Záznamová vrstva se nachází 0,6 mm pod povrchem disku, numerická apertura čočky se zvětšila z 0,60 na 0,65. Hustota záznamu se oproti DVD výrazně zvýšila, protože vzdálenost drah klesla ze 740 na 400 nm, nejmenší délka pitu ze 400 na 204 nm a jeho šířka se zmenšila z 350 na 250 nm. To vše je samozřejmě dáno použitím laseru o vlnové délce 405 nm. Disky mají v průměru 12 cm, stejně jako CD, DVD nebo Blu-ray Disc.
DVD Fórum schválilo Čínský formát HD DVD, který není kompatibilní se „standardním“ diskem HD DVD. Je to možná proto, že nyní, pokud si nějaký občan Číny stáhne film pro HD DVD z USA, pak si jej bez problémů přehraje i v Číně. Pokud se ale v Číně nasadí tento „jiný“ HD DVD, tak si lidé v Číně filmy odjinud nepřehrají.
Firmě LG se podařilo v polovině roku 2006 vyrobit hybridní HD DVD/Blu-ray mechaniku, která dokáže přečíst jak HD DVD (jednovrstvé i dvouvrstvé), tak disky Blu-ray (pouze jednovrstvé).

## Komprese videa
Na nosičích HD-DVD lze použít tyto komprese:
- MPEG-2 Video – formát využívaný v normě DVB-T a DVB-S. Výhodou je velká rozšířenost, nevýhodou je nutnost použít vysokých hodnot u datového toku >5Mb/s, aby byl výsledný obraz bez chyb. Audio je použito MPEG-1 layer 2 (MP2). MPEG-2 se nejspíše u HD obsahu neprosadí, jelikož naráží na své limity.
- MPEG-4 AVC (H.264) – potřebuje poměrně menší datový tok pro obraz bez tzv. artefaktů nebo degradace kvality. Pracuje s obrazem zcela jinak než MPEG-2 a než například kodeky DivX nebo XviD. H.264 je schváleno v další generaci vysílání v DVB-S2 i DVB-T2 (satelitního i terestrického vysílání), tj. HDTV.
- VC-1 (WMV9) – komprese vyvinutá společností Microsoft. Je primárně určena pro systémy Windows, to přináší problémy s kompatibilitou. Vychází z původních kompresí WMV. Tato komprese se měla používat pouze okrajově.

## Komprese zvuku
Nejvíce rozšířená komprese je Dolby Digital+ (zkráceně EAC3), která pracuje s datovým tokem kolem 3 Mb/s. Uvažovalo se také o Dolby TrueHD nebo DTS-HD.